# Cornélio Penna
Cornélio Penna (Petrópolis, 20 de febrero de 1896 - Petrópolis, 12 de febrero de 1958) fue un novelista, pintor, grabador y diseñador de Brasil. Participó en la Segunda Etapa del Modernismo en Brasil y creó el realismo psicológico de Brasil.
Penna comenzó sus estudios en Campinas, graduándose en la escuela de derecho en São Paulo en 1919 y al año siguiente, comenzó su carrera artística en la ciudad de Río de Janeiro. No tuvo su primera exposición personal hasta 1920, después de haber trabajado como pintor, grabador, ilustrador, periodista y caricaturista en varios periódicos o de forma independiente. En la década de 1930 abandonó el arte a favor de la literatura, dedicándose a ella por completo.
Escribió cuatro novelas en la línea psicológica de la ficción brasileña (1935-1954): las novelas Fronteira (1935), Dois romances de Nico Horta (1939), Repouso (1948) y A Menina Morta (1954). Esta última es considerada una de mejores novelas jamás escritas en Brasil. Sus historias se caracterizan por capítulos cortos y la creación de una atmósfera de extrañeza.
Con su muerte, deja sin terminar Alma Branca.